# Kristallen 2012
Kristallengalan 2012 ägde rum 4 september 2012 och sändes på Kanal 5. Programledare var Filip Hammar och Fredrik Wikingsson. 
Svenska folket utsåg vinnarna i kategorierna årets program, manliga samt kvinnliga programledare och sport-tv-profil genom en telefonomröstning, övriga utsågs av en jury. Svante Stockselius, Kristallens ordförande, meddelade den 29 maj att kanalernas nomineringar till alla priskategorier var inlämnade, juryn utvald, och hederspristagaren redan framröstad, samt att galan skulle hållas på Stockholmsmässan igen.
Största vinnare under galan blev programledarparet själva, Filip Hammar och Fredrik Wikingsson, som vann i tre kategorier av de fyra där de var nominerade. Bland annat utsågs de till "Årets manliga programledare" och deras program Får vi följa med? utsågs till "Årets program". 

## Nominerade och vinnare

### Årets underhållningsprogram
- Moraeus med mera (SVT)  − Vinnare
- Erik och Mackan knäcker den manliga koden (TV6) − Andra plats
- Let's Dance (TV4)
- Melodifestivalen (SVT)
- Så mycket bättre (TV4)

### Årets dokusåpa
- Sveriges Mästerkock (TV4)  − Vinnare
- Top Model Sverige (TV3) − Andra plats
- Allt för Sverige (SVT)
- Bonde söker fru (TV4)
- Stjärnorna på slottet (SVT)

### Årets tv-drama
- 30 grader i februari (SVT) − Vinnare
- Hinsehäxan (SVT) − Andra plats
- Bron (SVT)
- Extreme places with Björnulf (UR)
- Wallander (TV4)

### Årets humorprogram
- Partaj (Kanal 5) − Vinnare
- Karatefylla (TV6) − Andra plats
- Högklackat (SVT)
- Kontoret (TV4)
- Starke man (SVT)

### Årets barn- och ungdomsprogram
- Tjuvarnas jul (SVT) − Vinnare
- APTV med Zillah och Totte (TV4)
- Blomma blad en miljard (UR)
- Gabba Gabba (SVT)
- Labyrint (SVT)

### Årets livsstilsprogram
- Svenska dialektmysterier (SVT) − Vinnare
- Arga snickaren (Kanal 5)
- Byggfällan (TV3)
- Den stora matresan (Sjuan)
- Fråga Olle-dokumentären (Kanal 5)

### Årets fakta- och aktualitetsprogram
- Betnér Direkt (Kanal 5) − Vinnare
- Breaking News (Kanal 5) − Andra plats
- Kobra (SVT)
- Medialized (UR)
- Min sanning (SVT)

### Årets granskning
- Vi gav dem vår pappa ur Dokument inifrån (SVT) − Vinnare
- Polisens vansinnesjakt ur Kalla Fakta (TV4)
- Imamernas råd ur Uppdrag granskning  (SVT)
- Mardrömmen ur Uppdrag granskning (SVT)
- TeliaSonera ur Uppdrag granskning (SVT)

### Årets dokumentärprogram
- Han tror han är bäst (SVT) − Vinnare
- Kokvinnorna (SVT)
- Livet blir bättre (TV3)
- Malmöpolisen (SVT)
- Saabs sista strid (TV4)

### Årets realityprogram
- Får vi följa med (Kanal 5)  − Vinnare
- Danne och Bleckan (SVT) − Andra plats
- Böda camping (Kanal 5)
- Svenska Hollywoodfruar (TV3)
- Svenska miljonärer (Kanal 5)

### Årets sport-tv-profil
- André Pops (SVT)  − Vinnare
- Peter Jidhe (TV4)
- Ola Wenström (TV3/Viasat sport)

### Årets manliga programledare
- Filip & Fredrik (Kanal 5) − Vinnare
- Måns Zelmerlöw (SVT) − Andra plats
- David Hellenius (TV4)
- Erik & Mackan (TV6)

### Årets kvinnliga programledare
- Gina Dirawi (SVT) − Vinnare
- Gry Forssell (TV4) − Andra plats
- Renée Nyberg (TV3)
- Sofia Wistam (Kanal 5)

### Årets program
- Får vi följa med (Kanal 5) − Vinnare
- Så mycket bättre (TV4) - Andra plats
- Karatefylla (TV6)
- Mästarnas Mästare (SVT)

### Hederspriset
- Ingvar Oldsberg